# Charte des franchises (Aoste)
La Charte des franchises d'Aoste est un acte juridique remontant à la Diète de 1191 entre Thomas Ier de Savoie et la ville d'Aoste, octroyant l'autonomie politique et administrative au chef-lieu régional, ensuite élargie à la région tout entière.

## Histoire
Vers 1024, les Humbertiens avaient déjà octroyé des franchises par le fondateur de la Maison de Savoie, le comte Humbert, dit aux Blanches Mains. Dans une  charte de 1032, aujourd'hui conservée aux archives de la collégiale de Saint-Ours, le comte Humbert est désigné sous le titre de comte d'Aoste. Les historiens datent de cette année-là (1032) la souveraineté des Humbertiens,  puis de la maison de Savoie, sur la Vallée d'Aoste.
En 1191, à la demande conjointe de Valbert d'Aoste, évêque d'Aoste et des barons locaux, le comte Thomas Ier de Savoie, qui a atteint sa majorité en août, octroie à la cité d'Aoste la charte des franchises qui met fin à une période de troubles, et apporte une autonomie politique et administrative qui constitue le fondement de l'autonomisme valdôtain,. L'évêque d'Aoste profite des tensions entre le comté de Savoie et l'Empereur pour obtenir ainsi une plus grande puissance temporelle et notamment « le tiers de toutes les recettes publiques ». Cette charte contient une série de statuts octroyés par le comte de Savoie aux citadins afin de limiter les différends entre les feudataires locaux et ses fonctionnaires. L'une des mesures prévoyait l'approbation de la population concernant les impôts à appliquer. En échange, les comtes de Savoie obtinrent le contrôle direct des terres, en bouleversant le système de pouvoir au niveau local.
Extrait de la charte des franchises de 1191 accordées aux citoyens d'Aoste et aux habitants du Bourg Saint-Ours :

« Moi Thomas, Comte de Maurienne et Marquis d'Ivrée, je laisse libre la Cité d'Aoste et ses faubourgs. J'agis ainsi par le conseil de l'évêque Valbert et de mes barons, de sorte que dorénavant, ni moi ni mes successeurs, nous n'exigions, ni par nous-mêmes ni par nos officiers, les tailles ou les contributions qui ne seraient pas consenties... En retour de cette charte de liberté, les habitants de la Cité, présents et à venir, promettent de garder et d'observer la fidélité due au Comte... Moi Thomas,  Comte, je prends sous ma protection la personne des clercs, des citoyens, des bourgeois, leurs vignes et tout ce qu'ils possèdent en biens meubles et immeubles »

— Extrait de Joseph-Marie Henry, Histoire de la Vallée d'Aoste.
En 1251, Thomas II de Savoie ratifie la charte de son père Thomas Ier. Et en 1253, il confirme à nouveau cette charte des franchises aux citoyens d'Aoste , en lui intégrant une nouvelle organisation de la justice. Thomas II, mort le 7 février 1259, portait le titre de duc d'Aoste. Il est inhumé en la cathédrale d'Aoste, dans un tombeau monolithique. Un gisant représentant le prince est conservé dans le chœur de la cathédrale.
En 1273, le comte Pierre II de Savoie réorganise l'administration  de la justice en instituant le Bailliage et il confirme les immunités accordées à l'Église valdôtaine et à ses évêques.
En 1310, le comte Amédée V de Savoie accorde des franchises à ses sujets d'Etroubles. En 1318, il prend le titre de chancelier d'Aoste. Ses successeurs jusqu'à Amédée VIII porteront ce titre.
En 1356, le comte Amédée VI de Savoie, dit le comte Vert accorde des franchises à ses sujets de Sarre. En 1380 , il ordonne au bailli et aux fonctionnaires d'observer les libertés locales, conformément à la charte. Trois membres de la maison de Challant sont les principaux collaborateurs de ce prince et de ses successeurs.
En 1391, le comte Amédée VII de Savoie, dit le Comte Rouge accorde des franchises aux communautés de Gignod, du mandement de Cly et du Valdigne. Il ordonne que les baillis prêtent le serment d'observer les franchises, libertés, privilèges et coutumes de la patrie valdôtaine.
En 1430, Amédée VIII de Savoie édicte les Statuta Sabaudiæ (« Statuts de Savoie ») qu'il entend faire appliquer à l'ensemble des territoires de Savoie. Mais les Valdôtains refusent son application, car ces nouveaux statuts lèsent les privilèges qui leur sont accordés par la charte depuis 1191, mainte fois confirmée. Les Statuta Sabaudiæ ne seront donc par mis en vigueur dans le duché d'Aoste. Et en 1444, le duc Louis Ier de Savoie accorde des franchises à la communauté de Saint-Vincent.
En 1466, le duc Amédée IX de Savoie prête le serment d'observer les franchises et les libertés de la Vallée d'Aoste.
En 1479 et en 1481, le duc Philibert Ier de Savoie confirme et étend les libertés locales édictées par la charte.
En 1551, le duc Charles III de Savoie approuve la réforme des coutumes relatives au droit civil, pénal et féodal, proposée par l'Assemblée des Trois États de la Vallée d'Aoste. 
En 1561, le duc Emmanuel-Philibert de Savoie dispense le duché d'Aoste de la réforme de l'organisation des États de Savoie. Il confirme les franchises et les immunités du duché d'Aoste en 1562. Il décrète l'emploi de la langue française en remplacement du latin, dans la rédaction des actes publics.
En 1587, le duc Charles-Emmanuel Ier de Savoie confirme les franchises locales. Il accorde au duché d'Aoste l'exemption de faire enregistrer ses franchises par la Cour des comptes de Turin.
En 1655, le duc Charles-Emmanuel II de Savoie confirme les franchises et les privilèges du duché d'Aoste et prête le serment de les respecter l'année suivante.
En 1656, il prête serment de respecter les privilèges de la Cité. Il confirme l'emploi exclusif du français dans les actes publics. En 1678, sa veuve, Marie-Jeanne-Baptiste de Savoie-Nemours, régente des États de Savoie, confirme le français comme seule langue officielle du duché d'Aoste, en prenant en compte les contestations du conseil des Commis valdôtains contre la publication de certains actes publics rédigés en italien.
En 1730, le roi Charles-Emmanuel III de Sardaigne refuse de prêter le serment de fidélité à la charte des  franchises du duché d'Aoste. En revanche, il  exige que le Conseil des Commis valdôtains prête serment de fidélité à la couronne. Les compétences des commis sont réduites dès  1758.
En, 1766, le prince Louis-Victor de Savoie-Carignan, gouverneur du duché d'Aoste, préside la dernière assemblée des États généraux d'Aoste, au cours des journées du 22 au 24 septembre 1766. Le centralisme du gouvernement piémontais entraîne le déclin des institutions autonomes du duché d'Aoste.
En 1770, la Charte des franchises d'Aoste est révoquée par Charles-Emmanuel III de Sardaigne dans le cadre des « Royales Constitutions ». Les organes, les institutions, les franchises, les privilèges et les immunités  sont abrogés, ainsi que la législation du coutumier valdôtain. L'application des Royales constitutions s'impose désormais  à tous les territoires de la couronne de Savoie situés dans le duché d'Aoste.
La question de l'autonomie valdôtaine a été traitée , notamment par Jean-Baptiste de Tillier avec son l'Historique de la Vallée d'Aoste, rédigé entre 1721 et 1737-1740, où il affirmait la dédition volontaire du peuple valdôtain à la maison de Savoie en vertu de la Charte des franchises de 1191.
En 1861, l'autonomie de la Vallée d'Aoste est remise en discussion, avec la fondation du royaume d'Italie, et la Charte est à nouveau au cœur du débat politique.
À ce jour, elle constitue la base du statut spécial de la région autonome Vallée d'Aoste.